# خرچنگ چلواری
خرچنگ چلواری (نام علمی: Hepatus epheliticus) نام یک گونه از بالاخانواده شرمنده‌واران است.